# Guy Niv
Guy Niv (Misgav, 8 de março de 1994) é um ciclista profissional israelita que milita nas fileiras do conjunto Israel Start-Up Nation.
Em 2020 converteu-se no primeiro ciclista israelita em participar de um Tour de France.

## Palmarés
- 2019
  - Campeonato de Israel Contrarrelógio  
  - 3.º no Campeonato de Israel em Estrada

- 2020
  - 2.º no Campeonato de Israel Contrarrelógio

## Resultados em Grandes Voltas
| Corrida | Corrida         | 2018 | 2019  | 2020  | 2021 |
| ------- | --------------- | ---- | ----- | ----- | ---- |
|         | Giro d'Italia   | Ab.  | 113.º | —     | 74.º |
|         | Tour de France  | —    | —     | 139.º | —    |
|         | Volta a Espanha | —    | —     | —     | 93.º |

—: não participa

Ab.: abandono

## Equipas
- Israel (08.2017[3]-)
  - Israel Cycling Academy (08.2017-2019)
  - Israel Start-Up Nation (2020-)